# Ягелонски университет
Ягелонският университет (на полски: Uniwersytet Jagielloński) е университет в Краков, Полша.
Създаден е през 1364 г. от полския крал Кажимеж III Велики. Наречен е в чест на кралската династия Ягело. Член е на университетските обединения Europaeum и Утрехтска мрежа.
Сред историческите фигури, свързани с университета, са Николай Коперник (астроном), Станислав Лем (писател), Зенон Косидовски (писател), папа Йоан Павел II, Кшищоф Зануси (филмов режисьор).
Ягелонският университет е алма матер и за ректора на Софийския университет в периода 1999 – 2007 г. проф. Боян Биолчев.
Ягелонският университет има 14 факултета и със своите 46 012 студенти бакалаври е сред най-големите университети в Полша.

## История

### Основаване и най-ранен период
Краковският университет е най-старото висше учебно заведение в Полша. Актът за учредяването му е издаден на 12 май 1364 г. от крал Кажимеж III Велики. Първоначално има три факултета: право, медицина и свободни изкуства. Създаден е по образеца на италианските университети. След смъртта на владетеля университетът престава да съществува. Възобновен е от крал Владислав Ягело на 26 юли 1400 г. Активна роля във възстановяването на учебното заведение изиграва кралица Ядвига, която завещава значителни средства за развитието на университета и издейства от папа Бонифаций IX разкриването на богословска катедра през 1397 г.

### Златният век на Ренесанса
През XV век Ягелонският университет преживява разцвет. Става известен в цяла Европа с оригиналната си научна мисъл и привлича студенти от чужбина (Русия, Литва, Германия, Чехия, Швейцария, Англия, Франция, Италия, Испания). Отличава се с религиозна толерантност. В началото на столетието е създаден факултетът по математика и астрономия, единствен по това време в Централна Европа. Бурно се развиват социалните и правните науки. Засилва се интересът към родния език – издаден е първият полско-латински речник.
Научната мисъл в Полша преживява криза във връзка с контрареформаторското течение. Въпреки това Ягелонският университет, известен от края на XVI в. като Краковска академия, запазва високия си социален и морален авторитет. Продължава да поддържа връзки с научни центрове в чужбина, да разкрива нови катедри и да разширява обхвата на научните изследвания. Водещи фигури стават йезуитите, които изграждат широка мрежа от училища, свързани с Краковската академия.
В периода на Просвещението е осъществена мащабна образователна реформа. Създава се Комисия за националното образование, а Хуго Колонтай е натоварен да преструктурира университета в Краков, наричан по това време Главна школа на короната. Целта е университетът да се превърне в институция с централно значение, която да подготвя преподаватели и да осъществява контрол върху образователния процес в цялата страна.

### Години на упадък
След третата подялба на Полша върху Ягелонския университет са наложени редица ограничения. Достъпът до поляци от Прусия и Русия до него е ограничен. След присъединяването на Краков към Австрийската империя през 1846 г. немският език става задължителен в учебния процес. Преподаването на полски език е възстановено през втората половина на XIX в., след като Галиция придобива статута на автономна провинция. Ягелонският университет отново се превръща в център на научната мисъл, а негови преподаватели играят значима роля в политическия живот. Той започва да привлича поляци от всички части на разделената държава, както и студенти от чужбина, включително нобеловият лауреат Иво Андрич. През 1873 г. създаденото от ректора на Ягелонския университет Валенти Литвински през 1816 г. Краковско научно дружество е преобразувано в Академия на науките.
При възстановяването на полската независимост през 1918 г. Ягелонският университет е едно от трите действащи висши учебни заведения на територията на страната (наред с Варшавския и Лвовския). В периода между двете световни войни той продължава да се развива. През 1939 г. е построена сградата на университетската библиотека.
По време на германската окупация през Втората световна война университетът е затворен, около 180 преподаватели и научни работници са изпратени в концентрационни лагери. От 1942 г. действа нелегален университет, който обучава около 800 студенти. Сред тях е и Карол Войтила, бъдещият папа Йоан Павел II.

### Съвременно състояние
След 1945 г. университетът претърпява различни рестрикции и сътресения. Той приема редица преподаватели от университетите във Вилнюс и Лвов. В периода на сталинските репресии видни учени, сред които Роман Ингарден, губят своята възможност за развитие на научна дейност. Част от тях са реабилитирани след 1956 г. През 1968 г. и 1981 г. студентите на Ягелонския университет активно участват в демонстрации срещу режима. Въпреки всичко той остава един от най-важните научни и образователни центрове в Полша, традиционно водещ в областта на полската филология, правото, историята, езикознанието, астрономията, молекулярната биология и математиката.
В наши дни Ягелонският университет има над 540 професори, 730 хабилитирани преподаватели, около 50 хиляди студенти и докторанти. Той привлича редица чуждестранни студенти, както от Европейския съюз, така и от Източна Европа, Азия и Африка. Материалната база и качеството на учебния процес и научните изследвания се подобряват благодарение на проекти на Министерство на науката и висшето образование, Европейския съюз, общинския съвет на Краков, Гражданския комитет за защита на паметниците на културата в Краков.

## Галерия
- Collegium Novum
- Collegium Minus
- Collegium Maius
- Collegium Witkowskiego
- Collegium Broscianum
- Институт по психология
- Централна университетска библиотека
- Auditorium Maximum